# Richard Schwager

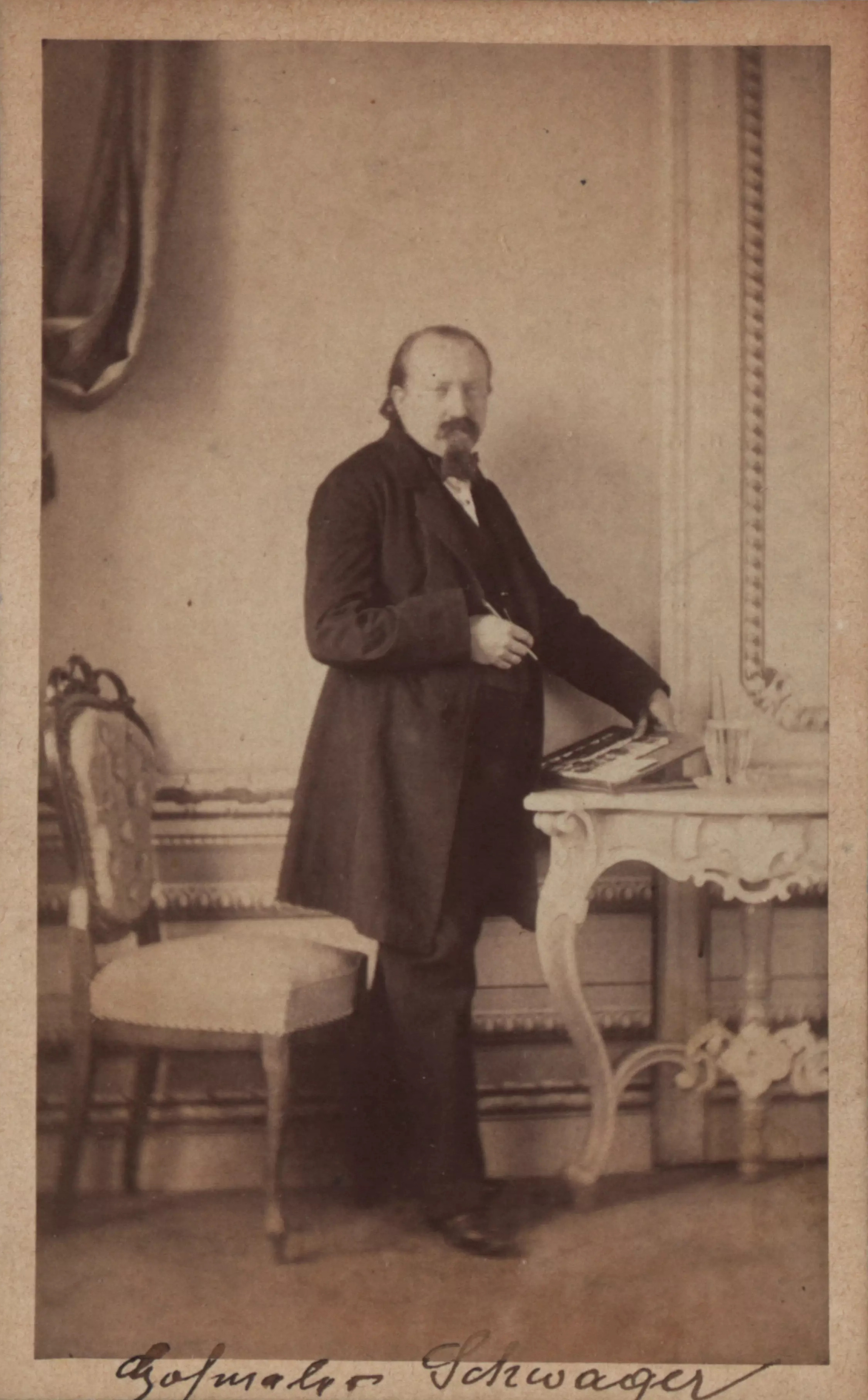
Porträtfoto von Richard Schwager (1822–1880), k.k. Hofmaler

Johann Richard Schwager (* 14. September 1822 in Duppau, Böhmen; † 8. September 1880 in Rodaun bei Wien) war ein österreichischer Maler.

## Leben
Schwager wurde 1822 in Duppau als Sohn des bürgerlichen Lohgärbermeisters Johann Schwager (1798–1871) und dessen Frau Rosalia Tobisch (1794–1877) geboren. Er hatte einen Zwillingsbruder namens Wenzl Wilhelm († 1822). Seine Mutter stammt aus der böhmischen Bauern und Gelehrtenfamilie Tobisch. Nach einer Ausbildung zum Apotheker nahm Schwager 1847 ein Studium an der Akademie der bildenden Künste Wien auf. Zu seinen Lehrern gehörten Johann Ender und Leopold Kupelwieser.
Schwager schloss sich dem Kreis der Miniaturenmaler um Moritz Daffinger an und wurde 1851 in die Gesellschaft bildender Künstler Österreichs aufgenommen.
Sein Werk besteht vorrangig aus im Auftrag ausgeführten Porträtgemälden, wofür er auch nach Frankreich, England, Belgien, Russland und in die deutschen Staaten reiste. Er schuf eine Vielzahl von Miniaturporträts von wohlhabenden Bürgern und Mitgliedern der Adelshäuser. Im Auftrag Kaiser Franz Joseph I. fertigte er 1854 eine Miniatur der Kaiserin Elisabeth. Schwager war zudem k.k. Hofmaler. Seine Werke befinden sich heute überwiegend in Privatbesitz und sind gelegentlich auf Kunstauktionen zu finden. Besondere Kunstfertigkeiten zeigte Schwager bei der Darstellung kindlicher Gesichter.
1958 wurde die Schwagergasse in Wien-Liesing nach ihm benannt.

## Werke (Auswahl)

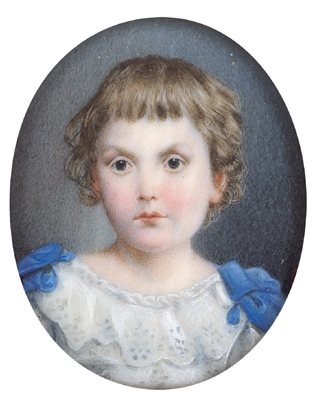
Erzherzog Karl Salvator von Österreich (um 1843)
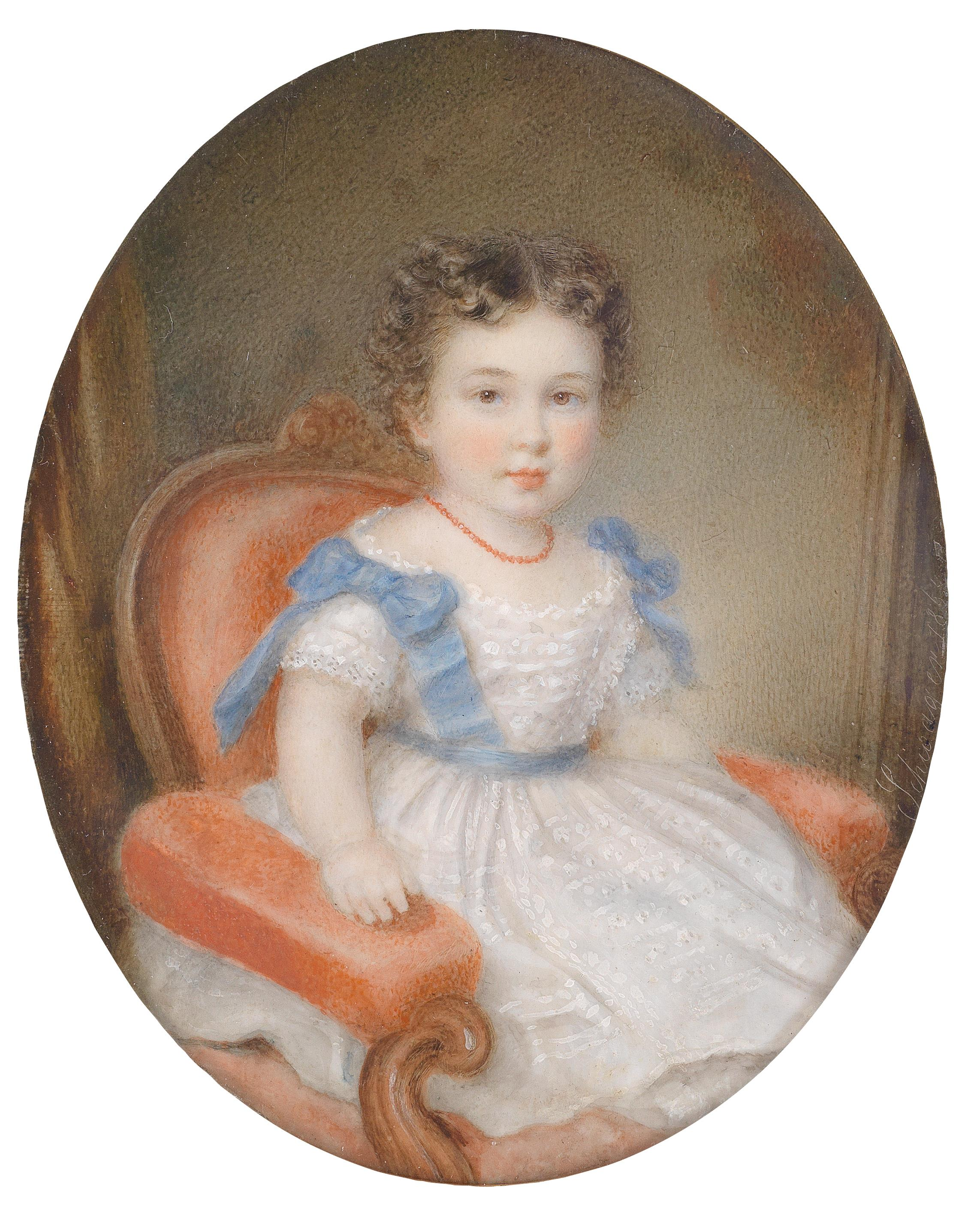
Unbekannter Knabe (1864)
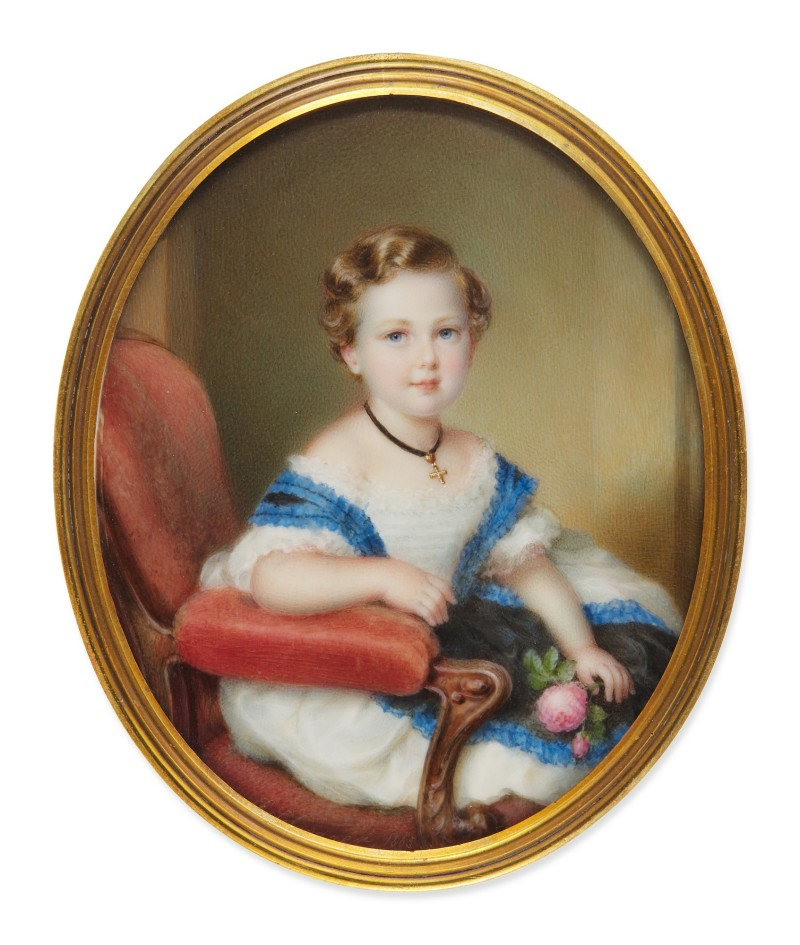
Unbekanntes Mädchen
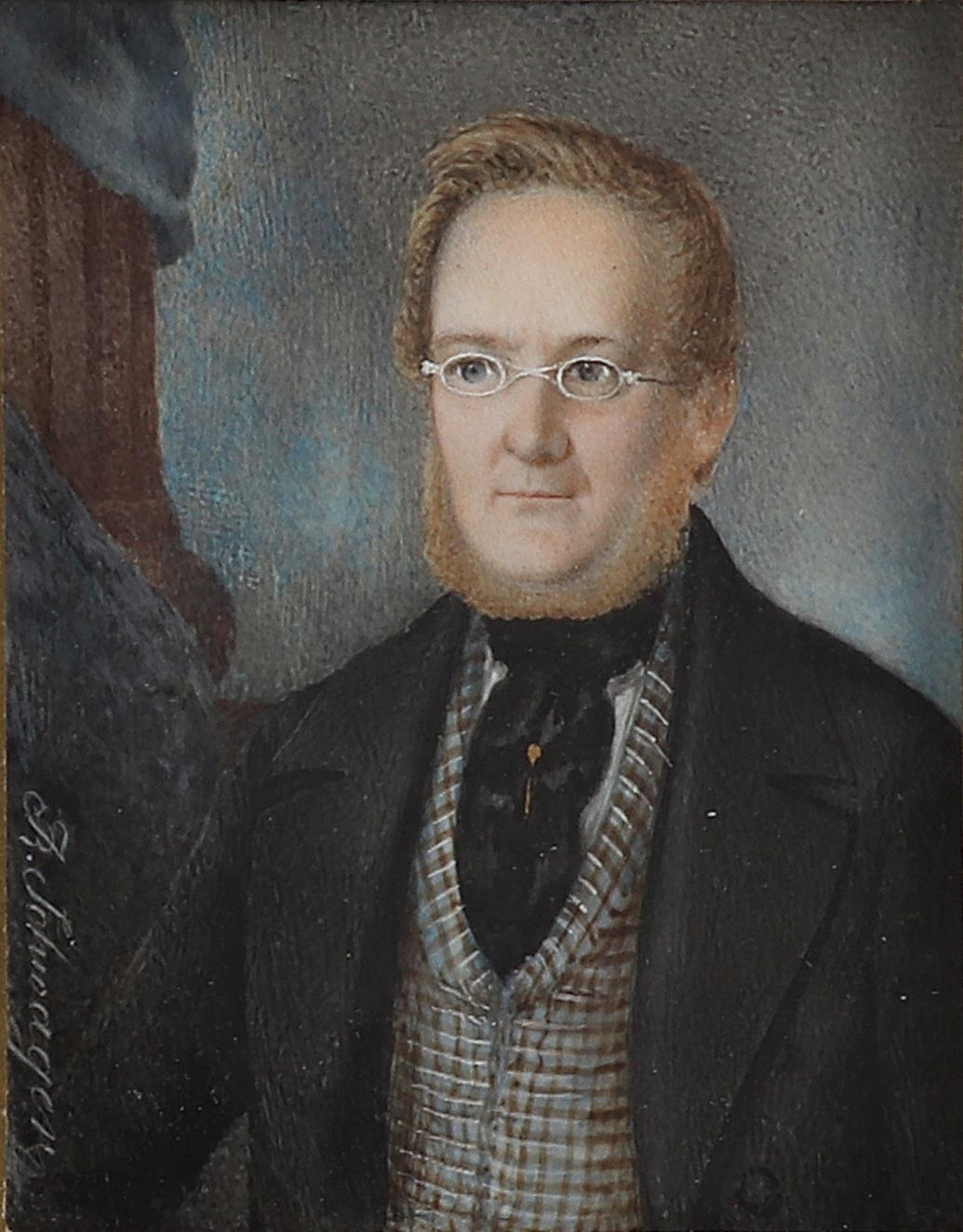
Bildnisse eines Ehepaars (vor 1880)
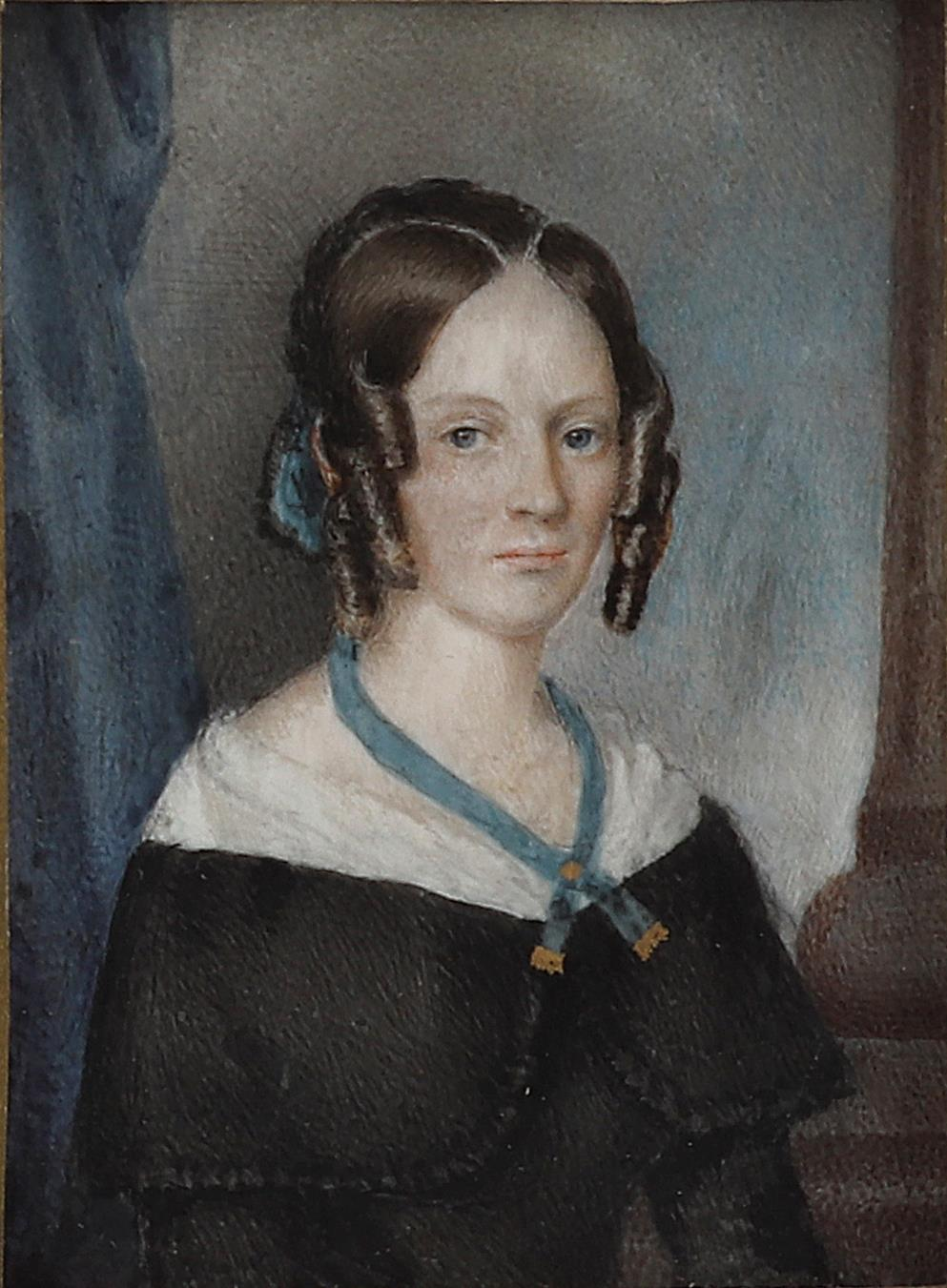
Bildnisse eines Ehepaars (vor 1880)